# Haliclona melana
Haliclona melana är en svampdjursart som beskrevs av Muricy och Ribeiro 1999. Haliclona melana ingår i släktet Haliclona och familjen Chalinidae. Inga underarter finns listade i Catalogue of Life.